# Telesila
Telesila (em grego Τελέσιλλα) foi uma poetisa grega natural de Argos que viveu em torno do ano 510 a. C. Foi considerada uma das "nove musas líricas".

## Biografia
Plutarco transmite uma tradição segundo a qual era de família nobre. Devido a uma doença consultou um oráculo, que lhe recomendou servir às Musas. Dedicou-se à poesia e a música e recobrou a saúde.
Na guerra entre Argos e Esparta do 510 a.C. destacou-se por seu valor. Como os homens de Argos tinham sido massacrados pelas tropas espartanas de Cleómenes I, se vestiu de homem, se armou e encabeçou a defesa da cidade. Em reconhecimento a este fato, foi-lhe erigida uma estátua no templo de Afrodite de sua cidade e instituiu-se um festival chamado Ὑβριστικά ou Ἐνδυμάτια, no qual homens e mulheres trocavam suas vestimentas.

## Obra
Ateneu diz que compôs uma ode a Apolo chamada Φιληλίας ("Amigo do sol"), e Pausânias menciona poemas em honra de Apolo e Ártemis. Os únicos versos que se conservam pertencem a um partênio, composto para ser interpretado por um coro de virgens, a respeito do amor de Ártemis e o rio Alfeu:
ἁ δ᾽ Ἁρτεμις, ὦ κόραι,
φεύγοισα τὸν Ἀλφεόν…
Hefestión, Enquiridión 11.2
Ártemis, garotas,
fugindo de Alfeu…

## Métrica
Os alejandrinos chamavam telesileo ao metro que cumpria este esquema: x — ∪ ∪ — ∪ —.